# Lungenklinik
Eine Lungenklinik ist ein auf Lungenheilkunde spezialisiertes Fachkrankenhaus. Bis weit ins 20. Jahrhundert hinein war dafür die Bezeichnung Lungenheilstätte geläufig.
Beispiele für Lungenkliniken in Deutschland sind:
- Evangelische Lungenklinik Berlin
- Fachkrankenhaus Kloster Grafschaft
- LungenClinic Grosshansdorf
- Lungenklinik Heckeshorn
- Lungenklinik Hemer
- Thoraxklinik Heidelberg